# Stefan Lautenbacher

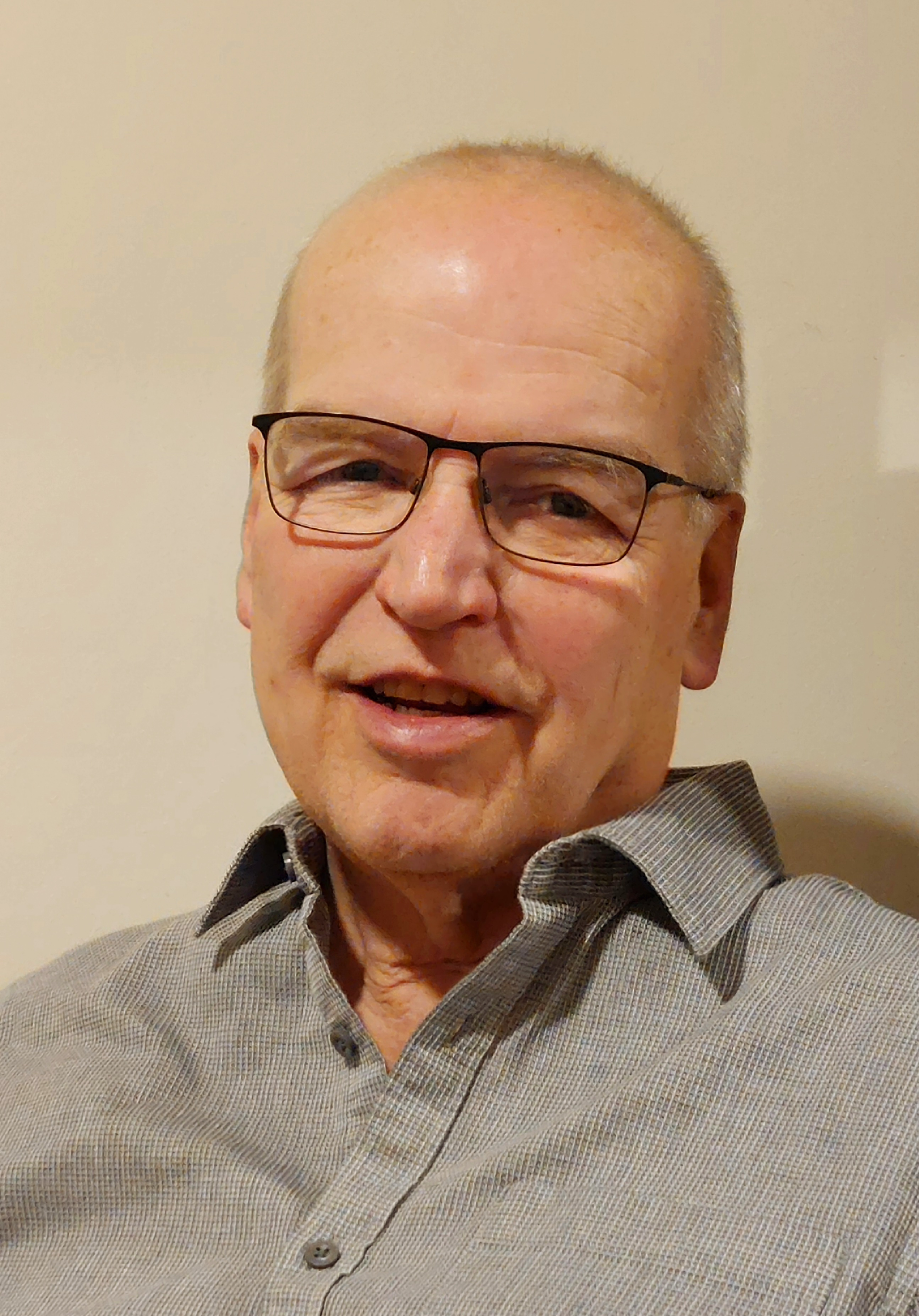
Stefan Lautenbacher (2025)

Stefan Lautenbacher (* 16. Februar 1956 in München) ist ein deutscher Psychologe und Schmerzforscher und hatte von 2001 bis 2021 die Professur für Physiologische Psychologie an der Universität Bamberg inne. Er ist Gründungsdirektor der Forschungsstelle Bamberger Living Lab Demenz (BamLiD) an der Universität Bamberg.

## Werdegang und Forschung
Stefan Lautenbacher studierte Psychologie an der Ludwig-Maximilians-Universität München, wo er 1983 sein Diplom erhielt. Von 1983 bis 1991 war er wissenschaftlicher Mitarbeiter am  Max-Planck-Institut für Psychiatrie München. Er promovierte 1990 und habilitierte sich 1997 in der Psychologie an der Otto-Friedrich-Universität Bamberg. Als DFG (Deutsche Forschungsgemeinschaft) Stipendiat verbrachte er von 1991 bis 1992 als Postdoc an der Universität von Western Ontario in London (Kanada). Von 1994 bis 2001 war er leitender Psychologe an  der  Universitätsklinik für Psychiatrie und Psychotherapie in Marburg 2001 erhielt er seinen Ruf auf die Professur für  Physiologische Psychologie an der  Otto-Friedrich-Universität Bamberg.
Sein Forschungsbereich hat einen Schwerpunkt im Thema Schmerz, beispielsweise in der Untersuchung der endogenen Schmerzhemmung, des mimischen Schmerzausdrucks sowie der Zusammenhänge von Schmerz und Schlaf, von Schmerz und Demenz.
Er hat mehr als 200 Veröffentlichungen in Fachzeitschriften, über 50 Buchkapitel und mehr als 10 Bücher publiziert.
Im Laufe seiner Karriere erhielt er Forschungsförderungen (Deutsche Forschungsgemeinschaft, EU-Förderungen usw.). Er hat Führungspositionen in nationalen und internationalen Schmerzorganisationen übernommen und weltweit mit ihnen zusammengearbeitet, um ein besseres Verständnis von Schmerz zu gewinnen, Methoden zur Schmerzbewertung zu verbessern und die Behandlung älterer Menschen – insbesondere vulnerabler Personen mit kognitiven Beeinträchtigungen – weiterzuentwickeln.

## Publikationen – Bücher
- Lautenbacher, S., & Fillingim, R. B. (Eds.). (2004). Pathophysiology of pain perception. Springer Science & Business Media.[2]
- Lautenbacher, S., Güntürkün, O., & Hausmann, M. (2007). Gehirn und Geschlecht. Brain and sex. Heidelberg, Germany: Springer.[3]
- Flor, H., Lautenbacher, S., & Kunz, M. (2020). Neuropsychologie des chronischen Schmerzes (Vol. 22). Hogrefe Verlag GmbH & Company KG.[4]
- Lautenbacher, Gibson S, editors. Pain in dementia. Philadelphia: IASP Press, 201